# Castrul roman de la Boroșneu Mare
Castrul de la Boroșneu Mare, județul Covasna, a fost un castru auxiliar roman care făcea legătura între pasurile Oituz și Bran.
Castrul nu este marcat pe teren, nu există vreo descriere și nu există nici indicatoare spre castru (mai 2011).